# 보이지 않는 날개
보이지 않는 날개(見えない翼)는 2005년 4월 27일에 발매된 타니모토 타카요시의 싱글이다.

## 개요
해당 싱글 제목은 금색의 갓슈벨이라는 애니메이션의 제3기 오프닝곡 이름으로 활용되었다.

## 수록곡
1. 보이지 않는 날개

작사 작곡 및 편곡 : 오타 미치히코
Overdrive
작사 작곡 및 편곡 : 타니모토 타카요시
1. 보이지 않는 날개(Original Karaoke)
2. Overdrive(Original Karaoke)